# Kent Sjöström
Kent Axel Sjöström, född 8 september 1954 i Borås, är en svensk teaterforskare och lärare i skådespeleri.

## Biografi
Han blev 1979 filosofie kandidat i svenska, filosofi och dramatik vid Lunds universitet. Efter att ha arbetat på Studioteatern, Malmö parkteater och Mercuriusteatern anställdes han 1984 som lärare på Teaterhögskolan i Malmö. Sjöström disputerade 2007 på avhandlingen Skådespelaren i handling – strategier för tanke och kropp, som var den första svenska konstnärliga avhandlingen i teater. 2016 blev Sjöström docent i teater vid Konstnärliga fakulteten vid Lunds universitet. I sin senare forskning undersöker han skådespelarens arbete med utgångspunkt i Bertolt Brechts estetik och diskussionen om representation och identitet. 2019 publicerades hans essäsamling Rökarens blick – skådespelarens Brecht. Sedan 2022 är Kent Sjöström huvudsakligen verksam vid Teaterhögskolan i Prag - DAMU, Tjeckien. I antologin Jakten på det autentiska (2023) medverkar Sjöström med artikeln "Skådespelaren som kroppsligt dokument – amatören blir expert". Hans forskningsoutput och artiklar på svenska, engelska, tjeckiska, spanska och portugisiska finns tillgängliga på https://portal.research.lu.se/en/persons/kent-sjöström

## Teater

### Regi
| År   | Produktion       | Upphovsman       | Teater    |
| ---- | ---------------- | ---------------- | --------- |
| 1996 | Upptäcktsresande | Gustaf Appelberg | Teater 23 |